# Haije Kramer
Haije Kramer foi um jogador de xadrez dos Países Baixos, com diversas participações nas Olimpíadas de xadrez. Kramer participou das edições de 1950, 1952, 1954, 1956, 1958, 1960 e 1962 tendo conquistado a medalha de bronze individual em 1958 no primeiro tabuleiro reserva.